# Сверхновая (фильм)
«Сверхновая» (англ. Supernova) — американо-швейцарский фантастический триллер 2000 года режиссёров Уолтера Хилла, Фрэнсиса Форда Копполы и Джека Шолдера (последние двое в титрах не указаны).

## Сюжет
Фильм рассказывает о будущем, в котором доступны как перелёты в космосе, так и межпространственные прыжки — почти мгновенные, но смертельно опасные. Межзвездный корабль скорой помощи «Соловей» с экипажем из шести человек засекает сигнал бедствия, исходящий из далёкой звёздной системы, и отправляется на помощь. Достигнув цели, корабль оказывается в системе «голубого газового гиганта» и попадает в сильное гравитационное поле звезды. Из-за неполадки оборудования капитан корабля погибает при прыжке. Сигнал бедствия исходил с планеты, находящейся рядом со звездой. Вскоре с кораблём состыковывается шлюпка, на которой находится единственный выживший человек. Также на борт попадает контейнер с неизвестным ранее девятимерным объектом, способным за короткое время изменить структуру живых организмов, улучшая их и развивая в эволюционном плане, но также являющимся бомбой с мощностью взрыва сверхновой звезды и с возможностью уничтожить всю Солнечную систему.

## В ролях
| Актёр              | Роль               |
| ------------------ | ------------------ |
| Джеймс Спейдер     | Ник Вэнзант        |
| Анджела Бассетт    | доктор Каила Эверс |
| Роберт Форстер     | Эй Джей Марли      |
| Лу Даймонд Филлипс | Ержи Пеналоза      |
| Питер Фачинелли    | Карл Ларсон        |
| Робин Танни        | Даника Ланд        |
| Уилсон Крус        | Бендж Сотомейор    |

## Дополнительно
В титрах режиссёром значится Томас Ли (Thomas Lee), псевдоним Уолтера Хилла.